# Pont d'Älvsborg
Le pont d'Älvsborg (en suédois : Älvsborgsbron) est un pont suspendu près de l'estuaire du Göta älv, dans le port de Göteborg, en Suède. 

## Caractéristiques
Long de 933 mètres, le pont d'Älvsborg compte six files avec des pylônes de 107 mètres. Il permet le passage de bateaux jusqu'à 45 mètres de hauteur. Ce gabarit est bien inférieur à la norme internationale pour les plus grands navires de croisière (65 mètres), de sorte que beaucoup de ces navires doivent accoster avant le pont.

## Situation
Le pont d'Älvsborg relie la rive gauche du Göta älv où se situe le centre de la ville de Göteborg aux districts de la rive droite, situés sur l'île de Hisingen. Chaque jour, il est emprunté par environ 65 000 véhicules (en 2006).

## Nom
Il tire son nom du château médiéval d'Älvsborg, dont les ruines se trouvent à quelques centaines de mètres du pylône sud, le long de la rivière.

## Histoire
Conçu par Sven Olof Asplung, le pont d'Älvsborg est inauguré en 1966 par Olof Palme, alors ministre des transports.
Le pont a été peint en vert pour les Championnats du monde d'athlétisme de 1995, que Göteborg a accueillis. Les travaux ont commencé en 1993 et ont nécessité environ 36 000 litres de peinture.
Le pont a servi de ligne d'arrivée lors des Ocean Race de 2005-2006 et 2014-2015.